# Hammerfesthuset
Hammerfesthuset och Tobiesenhuset är ett kulturminne på Björnön i Svalbard.
De ihopbyggda Hammerfest- och Tobiesenhusen ligger i Herwighamna på norra kusten av Björnön i närheten av de från 1947 uppbyggda Björnøya Radio och Bjørnøya Meteorologiske Stasjon. Det ursprungliga huset byggdes 1822 av en valrossjaktexpedition från Hammerfest 1822–1823. Hammerfesthytta byggdes till 1865-1866 av Sivert Tobiesen och namnet Tobiesens hus kom då i bruk. Hammerfesthuset är det äldsta intakta huset på Svalbard.
Hammarfesthuset är byggt av timmer och brädor.
Hammerfesthuset disponeras idag av personalen vid meteorologistationen.